# عبد العزيز السليمي
عبد العزيز السليمي (19 سبتمبر 1991 بمدينة الكويت في الكويت - ) هو لاعب كرة قدم كويتي في مركز الوسط. شارك مع منتخب الكويت لكرة القدم. أما مع النوادي، فقد لعب مع النادي العربي.

## روابط خارجية
- عبد العزيز السليمي على موقع قاعدة بيانات كرة القدم.إي يو (الإنجليزية)
- عبد العزيز السليمي على موقع ناشيونال فوتبول تيمز (الإنجليزية)